# Neteducatio

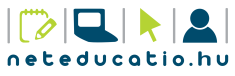
A Neteducatio Kft. logója

A Neteducatio Magyarország vezető, budapesti székhelyű, távoktatással foglalkozó szolgáltatója.
2005 óta e-learning-képzésekkel, szakmai anyagokkal segítik a pedagógusok munkáját. A szakmai tanácsadáson túl mára már az ország piacvezető távoktatásos továbbképzéseit kínálja, a portfóliókészítéshez és a tanfelügyeleti ellenőrzéshez szükséges felkészítő anyagokkal együtt. A több, hatékonyan és könnyen elvégezhető akkreditált képzés mellett szakkönyvek széles körű választéka képezi kínálatukat, a pedagógus szakma egészét (óvodapedagógus, alsó és felső tagozatos pedagógus, intézményvezető, bölcsődei nevelő, tanító) kiszolgálva.

## Mérföldkövek
- 2005–2010: Neteducatio cégelődje, elsősorban pedagógiai szolgáltatás, tanácsadói tevékenység végzése.
- 2010:  A magyarországi piacon elsőként jelent meg a neteducatio.hu weblap mint kimondottan pedagógusok számára készült szolgáltató.
- 2011–2012: Távoktatásos továbbképzések fejlesztése, pedagógusokkal való együttműködés az IPR területén.
- 2013, akkreditált képzések éve: Elkészültek az első teljesen távoktatásos továbbképzések, több száz pedagógus élt az e-learning előnyeivel.
- 2014, kínálatbővülés: Szakmai kiadványok, a portfólió készítését segítő fejlesztő anyagok elkészülése, GRUNDTVIG nemzetközi projekt elnyerése.
- 2015: Piacvezető szerep az e-learning-szolgáltatók körében, 20 000 feletti Facebook-tábor.

## Egyéb kezdeményezések
Szakmai konferenciákon, rendezvényeken való megjelenés mellett különböző, pedagógusok számára szervezett versenyek, díjátadók megrendezése.